# Soňa Valentová
Soňa Valentová, provdaná Soňa Hasprová (3. června 1946 Trnava – 10. prosince 2022), byla slovenská herečka, manželka slovenského režiséra Pavla Haspry.
Od srpna roku 1967 byla členkou činohry Slovenského národního divadla v Bratislavě.

## Filmografie

### Film
- 1969 Kladivo na čarodějnice (Zuzana)
- 1970 Zlozor (Zuzana)
- 1975 Paleta lásky (herečka Slavínská)
- 1976 Koncert pre pozostalých (Nina)
- 1980 Povídka malostranská – TV film (bytná – konduktorka)
- 1980 Noční jazdci (Eva Halvová)
- 1984 Perinbaba (macecha)
- 1987 Kam, pánové, kam jdete? (Madla)
- 1988 Mozartova cesta do Prahy (doňa Elvíra)
- 1989 Marta a já (sestra Elsa)
- 1991 Requiem pro panenku (sestra Wolfová)
- 1992 Lady Macbeth von Mzensk (Sonětka)
- 1996 Zapomenuté světlo (dr. Prokopová)
- 1996 Lea (lékařka)
- 2006 Bloudím (máma)
- 2008 Oko ve zdi (Ellen)

### Televize
- 2002 Kvet šťastia
- 1998 Ja nič neviem
- 1996 Zázračná láska
- 1995 Zlatý kolovrátok
- 1994 Čierny mních
- 1993 Mladé letá
- 1993 Podozrenie
- 1992 Manželstvo na cimpr-campr
- 1991 Dido – Das Geheimnis des Fisches (německý TV seriál)
- 1988 Barón
- 1988 Slečna Júlia
- 1988 Synovec strýkom
- 1987 Tá tajovská voda mútna
- 1986 Eygletiérovci
- 1985 Veštba
- 1983 Chrobák v hlave
- 1982 Krkavci
- 1982 Zločin a pokánie
- 1981 Mizantrop
- 1981 Noční jazdci
- 1981 Povídka malostranská
- 1980 Balladyna
- 1980 Horacius
- 1980 Na skle maľované (divadelní představení)
- 1980 Nebezpečné známosti
- 1979 Záhradníkov pes
- 1978 Na vysokej skale: Spievanka
- 1978 Zbojníci
- 1977 Orol a lastovička
- 1977 Útek zo zlatej krajiny (TV seriál)
- 1976 Americká tragédia (TV seriál)
- 1976 Cesta domov
- 1975 Čudný človek
- 1974 Jaríkovský kostol
- 1974 Trasovisko
- 1973 Cid
- 1970 Kráľ sa zabáva
- 1968 Portrét Doriana Graya
- 1968 Mária Tudorová

## Ocenění
- 1975 Zlatý krokodýl
- 1988 Zasloužilá umělkyně
- 2006 Řád Ľ. Štúra II. třídy